# Lista monumentelor istorice din județul Argeș - L

Simbol pentru monumentele istorice

Lista monumentelor istorice din județul Argeș - L cuprinde monumentele istorice înscrise în Patrimoniul cultural național al României și aflate în localități ce încep cu litera L din județul Argeș.
Lista completă este menținută și actualizată periodic de către Ministerul Culturii, Cultelor și Patrimoniului Național din România, prin intermediul Institutului Național al Patrimoniului, ultima versiune datând din 2015. Această listă cuprinde și actualizările ulterioare, realizate prin ordin al ministrului culturii.
| Cod LMI                               | Denumire                                      | Localitate                                | Localizare                                | Datare, Creatori | Imagine               | Erori             |
| ------------------------------------- | --------------------------------------------- | ----------------------------------------- | ----------------------------------------- | ---------------- | --------------------- | ----------------- |
| AG-I-s-A-13366 (RAN: 16917.01)        | Ruinele bisericii din Lerești                 | sat Lerești; comuna Lerești               | În fostul sat Lereștii de Sus             | sec. XV          | Încarcă foto \| video | Raportează eroare |
| AG-II-m-B-13716 (RAN: 15420.01)       | Biserica „Cuvioasa Paraschiva”                | sat Lăicăi; comuna Cetățeni               |                                           | 1793 - 1796      | Încarcă foto \| video | Raportează eroare |
| AG-II-m-B-13717 (RAN: 15938.01)       | Biserica „Sf. Voievozi”                       | sat Lăpușani; comuna Coșești              |                                           | 1775             | Încarcă foto \| video | Raportează eroare |
| AG-II-m-B-13718                       | Biserica „Sf. Mucenici Gheorghe și Ecaterina” | sat Leordeni; comuna Leordeni             | 595                                       | 1864             | Încarcă foto \| video | Raportează eroare |
| AG-II-a-B-13719 (RAN: 16766.01)       | Ansamblul conacului Gussi - Lavovary          | sat Leordeni; comuna Leordeni             | Calea București 627 44.79418°N 25.12281°E | sec. XVII-XIX    | Alte imagini          | Raportează eroare |
| AG-II-m-B-13719.01 (RAN: 16766.01.01) | Conac                                         | sat Leordeni; comuna Leordeni             | Calea București 627                       | sec. XVIII - XIX | Încarcă foto \| video | Raportează eroare |
| AG-II-m-B-13719.02                    | Parc                                          | sat Leordeni; comuna Leordeni             | Calea București 627                       | sec. XIX         | Încarcă foto \| video | Raportează eroare |
| AG-II-m-B-13719.03                    | Anexe                                         | sat Leordeni; comuna Leordeni             | Calea București 627                       | sec. XIX         |                       | Raportează eroare |
| AG-II-m-B-13719.04                    | Zid de incintă                                | sat Leordeni; comuna Leordeni             | Calea București 627                       | sec. XVII-XIX    | Încarcă foto \| video | Raportează eroare |
| AG-II-m-B-13720                       | Biserica „Înălțarea Domnului”                 | sat Lerești; comuna Lerești               | În fostul sat Lereștii de Jos             | 1929             | Încarcă foto \| video | Raportează eroare |
| AG-II-m-B-13721                       | Biserica „Sf. Îngeri”                         | sat Lerești; comuna Lerești               | În fostul sat Lereștii de Sus             | 1860             | Încarcă foto \| video | Raportează eroare |
| AG-II-m-A-13722 (RAN: 18643.01)       | Biserica de lemn                              | sat Lipia; comuna Săpata                  | În Lunca Lipiei                           | înc. sec. XVIII  | Încarcă foto \| video | Raportează eroare |
| AG-II-m-B-13723                       | Biserica „Nașterea Maicii Domnului”           | sat Livezeni; comuna Stâlpeni             | 410                                       | 1894 - 1896      | Încarcă foto \| video | Raportează eroare |
| AG-II-m-B-13724                       | Biserica „Sf. Ioan Botezătorul”               | sat Lucieni; comuna Hârtiești             |                                           | 1852             | Încarcă foto \| video | Raportează eroare |
| AG-II-a-B-13726                       | Ansamblul conacului Jean Vlădescu             | sat Lucieni; comuna Hârtiești             | 20 45.13591°N 25.11197°E                  | 1926             | Încarcă foto \| video | Raportează eroare |
| AG-II-m-B-13726.01                    | Conac                                         | sat Lucieni; comuna Hârtiești             | 20                                        | 1926             | Încarcă foto \| video | Raportează eroare |
| AG-II-m-B-13726.02                    | Parc                                          | sat Lucieni; comuna Hârtiești             | 20                                        | 1926             | Încarcă foto \| video | Raportează eroare |
| AG-II-m-B-13726.03                    | Anexe                                         | sat Lucieni; comuna Hârtiești             | 20                                        | 1926             | Încarcă foto \| video | Raportează eroare |
| AG-II-m-B-13726.04                    | Incintă                                       | sat Lucieni; comuna Hârtiești             | 20                                        | 1926             | Încarcă foto \| video | Raportează eroare |
| AG-II-a-B-13725                       | Ansamblul conacului C. A. Vlădescu            | sat Lucieni; comuna Hârtiești             | 32 45.13712°N 25.11022°E                  | 1936             | Încarcă foto \| video | Raportează eroare |
| AG-II-m-B-13725.01                    | Conac                                         | sat Lucieni; comuna Hârtiești             | 32                                        | 1936             | Încarcă foto \| video | Raportează eroare |
| AG-II-m-B-13725.02                    | Parc                                          | sat Lucieni; comuna Hârtiești             | 32                                        | 1936             | Încarcă foto \| video | Raportează eroare |
| AG-II-m-B-13725.03                    | Împrejmuire cu poartă                         | sat Lucieni; comuna Hârtiești             | 32                                        | 1936             | Încarcă foto \| video | Raportează eroare |
| AG-II-m-B-13727                       | Biserica „Cuvioasa Paraschiva”                | sat Luminile; comuna Morărești            |                                           | 1873             | Încarcă foto \| video | Raportează eroare |
| AG-II-m-B-13729                       | Casa Tudor Călin                              | sat Lunca Corbului; comuna Lunca Corbului | 354                                       | 1897 - 1898      | Încarcă foto \| video | Raportează eroare |
| AG-IV-m-A-13965 (RAN: 15420.02)       | Cruce de piatră „a lui Socol”                 | sat Lăicăi; comuna Cetățeni               | Pe malul stâng al Dâmboviței              | 1647             | Încarcă foto \| video | Raportează eroare |
| AG-IV-m-A-13966 (RAN: 15420.03)       | Cruce de piatră                               | sat Lăicăi; comuna Cetățeni               | În fața Poștei                            | sec. XVIII       | Încarcă foto \| video | Raportează eroare |
| AG-IV-m-A-13967 (RAN: 15420.04)       | Cruce de piatră                               | sat Lăicăi; comuna Cetățeni               | „La cârciuma de piatră”                   | sec. XVIII       | Încarcă foto \| video | Raportează eroare |
| AG-IV-m-A-13968 (RAN: 1871418714.01)  | Cruce de piatră                               | sat Lăzărești; comuna Schitu Golești      | În grădina lui Boghez Gh. Ion (nr. 477)   | 1632 - 1654      | Încarcă foto \| video | Raportează eroare |
| AG-IV-m-A-13969 (RAN: 16766.02)       | Cruce de piatră                               | sat Leordeni; comuna Leordeni             | În cimitir (nr. 595)                      | 1722             | Încarcă foto \| video | Raportează eroare |